# مارتا کوبی
مارتا کوبی (انگلیسی: Marta Cubí؛ زادهٔ ۶ مهٔ ۱۹۸۵) بازیکن فوتبال اهل اسپانیا است.
از باشگاه‌هایی که در آن بازی کرده‌است می‌توان به باشگاه فوتبال زنان بارسلونا اشاره کرد.
وی همچنین در تیم‌های ملی فوتبال زنان اسپانیا، و زنان اسپانیا، بازی کرده‌است.